# Mazda (lumière)
Pour les articles homonymes, voir Mazda.
Ne pas être confondu avec le constructeur automobile Mazda.
 Mazda ou Mazda Éclairage était une marque française de systèmes d'éclairages commercialisée par la Nouvelle Compagnie des Lampes. Appartenant à Signify (anciennement Philips Lighting), elle n'est plus commercialisée depuis 2007. Cependant, en 2018, constatant que la marque Mazda (Mazda Éclairage) est encore très connue en France, le groupe Signify décide de relancer la marque et de commercialiser certaines gammes sous la marque Mazda.

## Historique

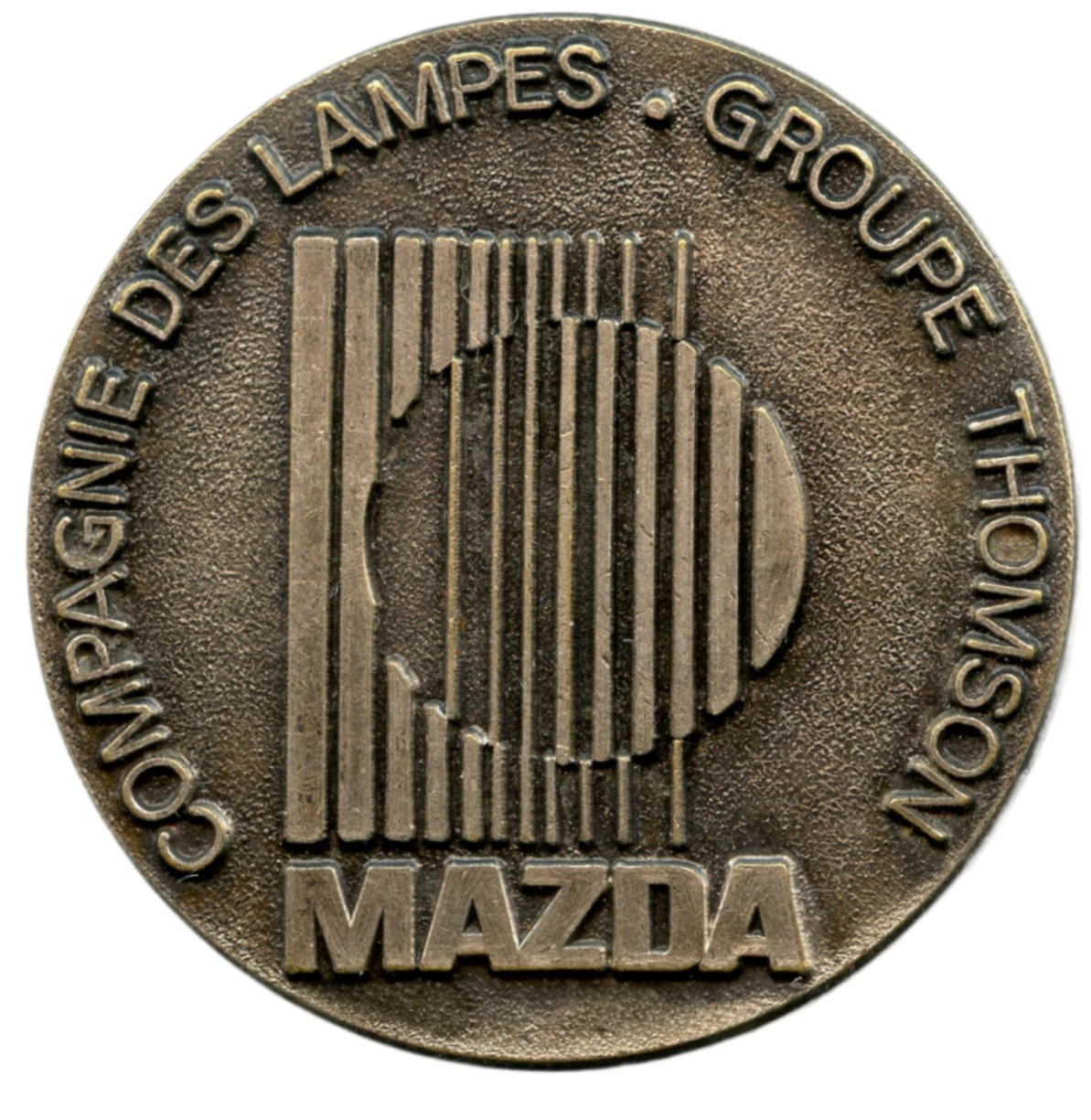
Insigne de La Compagnie des Lampes, Groupe Thomson (vers 1970/1980)

### Lumière: lampes et appareils d'éclairage
La Compagnie des lampes fut créée conjointement par la Compagnie française Thomson-Houston (CFTH), filiale française de General Electric, et la Compagnie générale d'électricité (CGE) en 1921, avec pour marque Mazda. Elle a par la suite appartenu à Thomson-CSF.
La marque Mazda a lancé sur le marché plusieurs produits iconiques dont les noms sont restés très connus par les professionnels de l'éclairage. Certains noms persistent aujourd'hui dans le langage "courant" des spécialistes de l'éclairage. Ainsi, les appareils étanches Park sont toujours demandés par des distributeurs ou installateurs en 2022 alors que le produit en tant que tel n'est plus commercialisé depuis plus de dix ans. Dans le domaine de l'éclairage public, Mazda fut l'une des entreprises pionnières sur le marché français avec ses modèles de luminaires comme Epa, Solair, Comète et Estoril, qui ont marqué le paysage français de l'éclairage public. Le modèle Comète lancé en 1982 et fabriqué jusqu'en 2012, fut un énorme succès commercial pour la marque et reste d'ailleurs l'un des plus répandus dans l'hexagone, il s'est également bien vendu à l'étranger principalement dans les pays d'Afrique francophone ainsi que dans plusieurs pays européens.  
Mazda Éclairage a également commercialisé plusieurs marques très connues des spécialistes : Lita - Verre Lumière, entre autres dans le domaine architectural. De nombreux designers français ont ainsi créé des luminaires pour la marque Verre Lumière. 
Mazda a également longtemps commercialisé la marque allemande Norka (spécialiste de l'éclairage industriel) en ayant un accord d'exclusivité sur le marché français pour ces produits. Cette collaboration très fructueuse a permis à la marque allemande de percer en France et de devenir une référence sur le marché français. Les noms d'origine des produits Norka (des noms de villes allemandes, Hamm, Erfurt etc.) étaient adaptés au marché français et devenaient des noms de villes françaises (Rennes, Brest, Biarritz, Strasbourg etc.). La collaboration entre le groupe Philips Éclairage et Norka a cessé à la fin des années 2000. 
En 1983, Mazda est racheté par Philips. Mazda Éclairage est alors le numéro 1 de l'éclairage professionnel en France et Philips veut devenir le numéro 1 sur le marché français grâce à ce rachat. Les deux marques sont conservées au sein du même groupe pendant plusieurs années et le catalogue des produits de Mazda est dans un premier temps conservé, et ses produits continuent alors à être diffusés sous le nom de cette ancienne marque pendant plusieurs années. Au fil des années, l'offre de produits (lampes et appareils d'éclairage) sous la marque Mazda diminue et finalement, seule la marque Philips est conservée à partir de 2007. Cependant, la marque est relancée en 2018.

### Piles
Mazda fut fondée en 1909 par le fabricant américain d'ampoules incandescentes, General Electric. En 1948 Mazda fusionna avec la société Carbone Lorraine afin de produire des piles sous la marque homonyme.

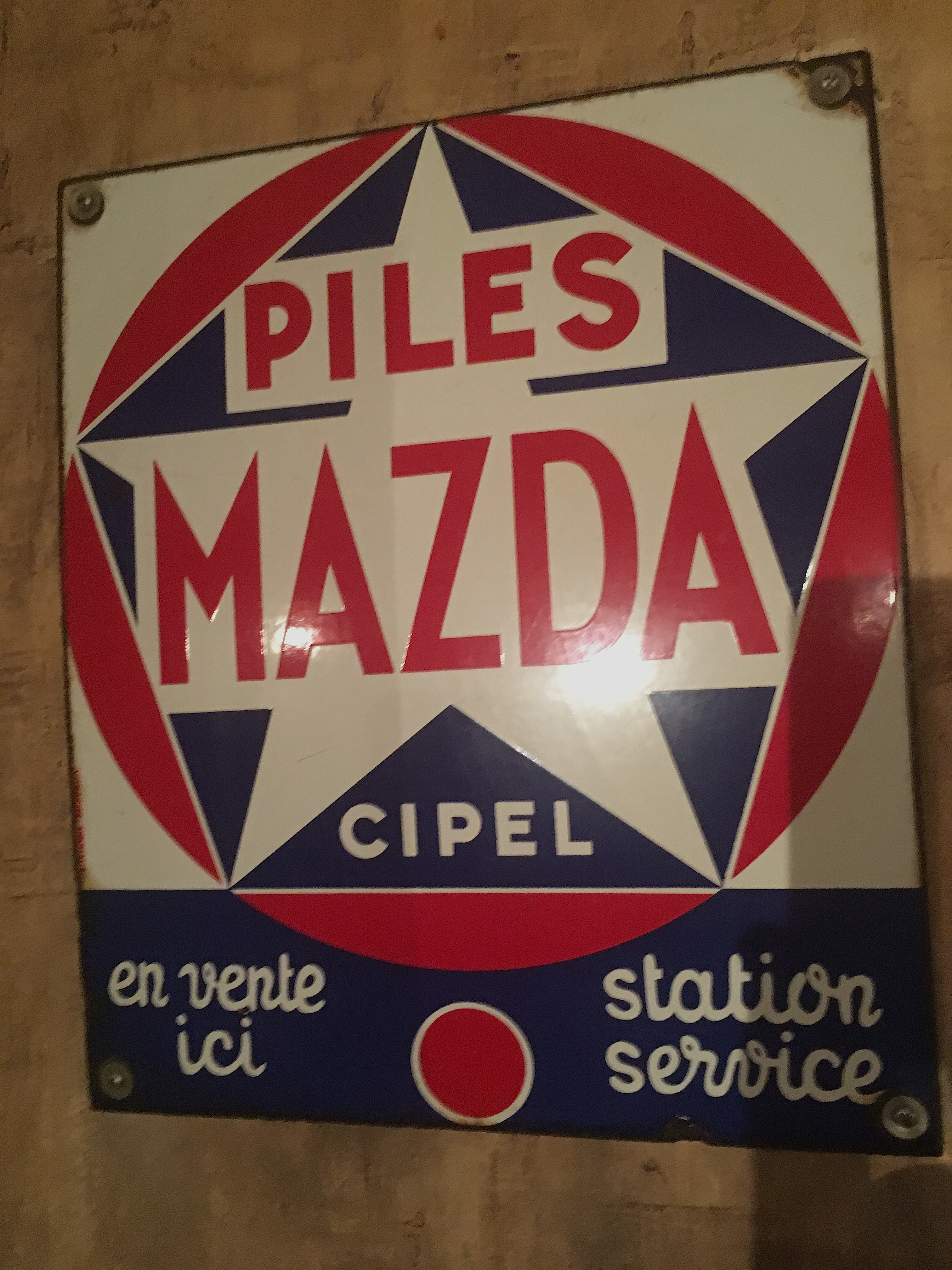
Plaque publicitaire pour les piles Mazda.
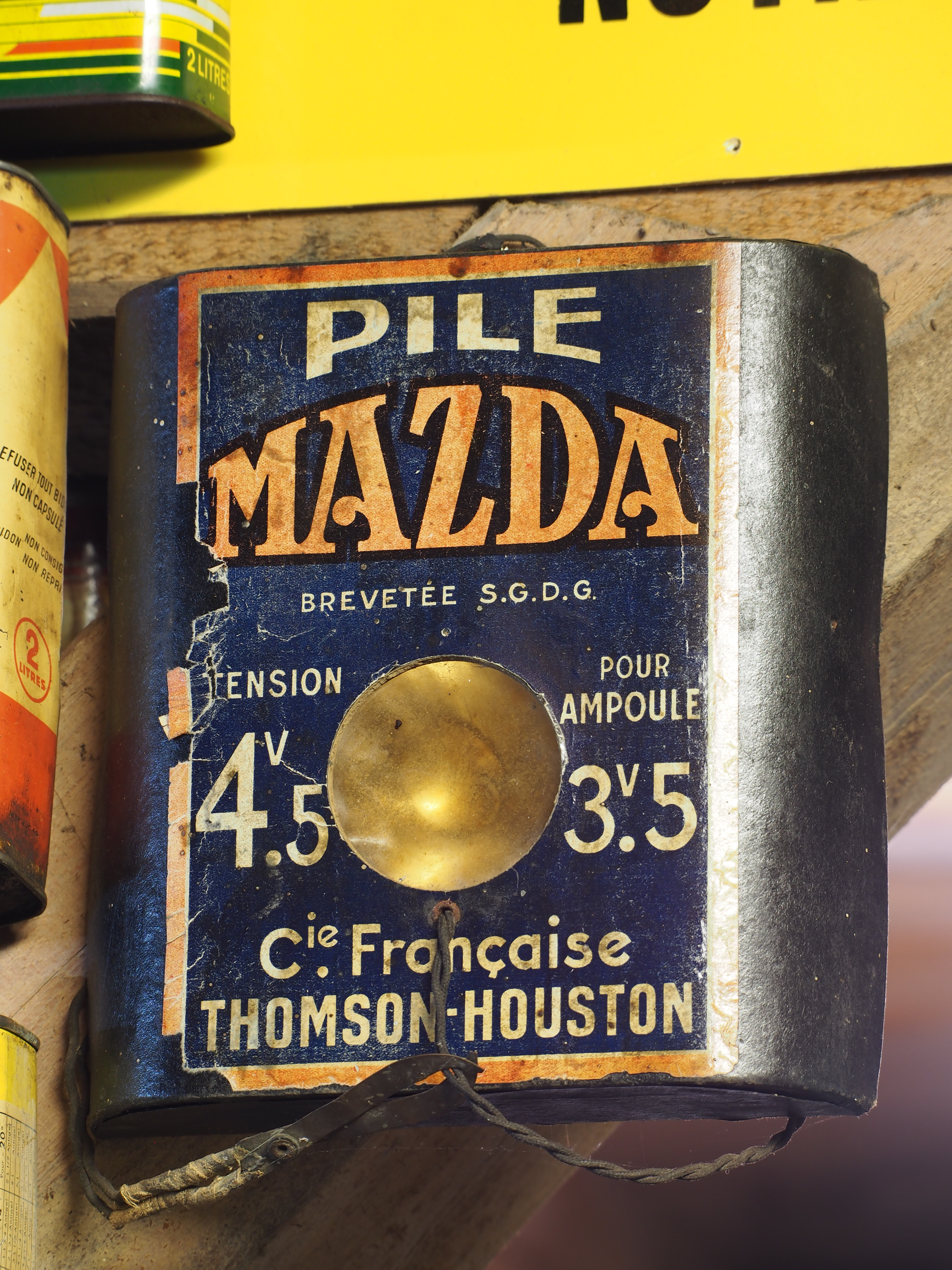
Pile Mazda au musée de l'automobile de Marxzell.
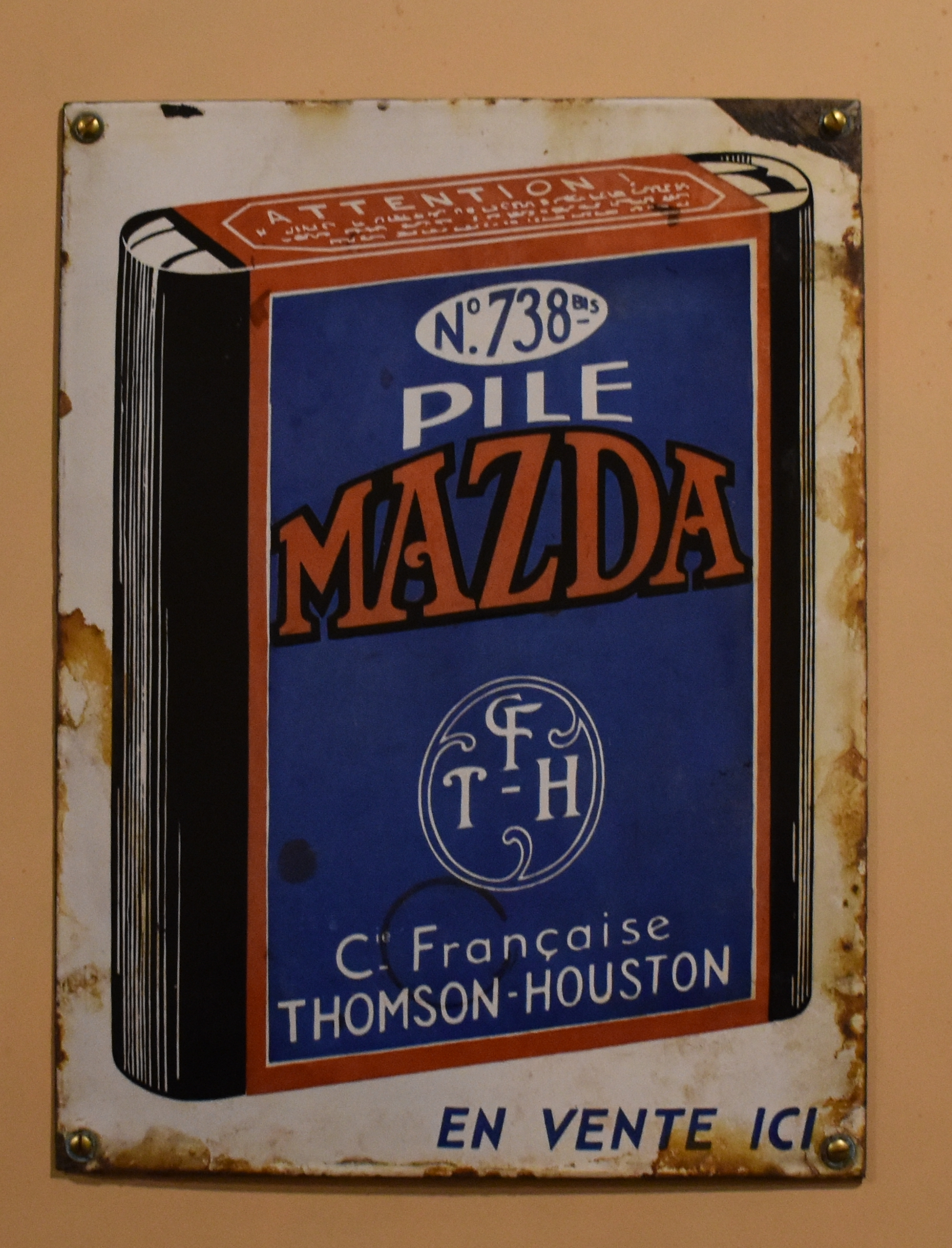
Plaque publicitaire émaillée au Village des métiers d'antan de Saint-Quentin.

## Publicité
- Le film publicitaire Le Messager de la lumière est un court métrage d'animation de 1938 qui vante les lampes Mazda.
- Publicité pour les piles Mazda